# Shi Zhiyong (sollevatore 1993)
Shi Zhiyong (石智勇; Guilin, 10 ottobre 1993) è un sollevatore cinese, vincitore della medaglia d'oro olimpica a Rio de Janeiro 2016 nella categoria fino a 69 kg.

## Palmarès
- Giochi olimpici

Rio de Janeiro 2016: oro nei 69 kg.
Tokyo 2020: oro nei 73 kg.
- Mondiali

Houston 2015: oro nei 69 kg.
Aşgabat 2018: oro nei 73 kg.
Pattaya 2019: oro nei 73 kg.
- Campionati asiatici

Pyeongtaek 2012: oro nei 69 kg.
Tashkent 2016: oro nei 77 kg.
Ningbo 2019: oro nei 73 kg.
Tashkent 2020: oro nei 73 kg.